# Рио Лобо
«Рио Лобо» (англ. Rio Lobo) — американский кинофильм 1970 года, вестерн.

## Сюжет
Гражданская война в США. Южане нападают на поезд северян и похищают золотой запас. В погоню бросается полковник Макнэлли (Уэйн), но попадает к разбойникам в плен. Отрядом руководит капитан южан Пьер Кардонне. Он заставляет Макнэлли провести их мимо позиций северян. Однако Макнэлли обхитрил южан, и в результате капитан Кардонне сам оказывается в плену северян.
После окончания войны Макнэлли просит Кардонне указать на предателей, которые продали ему информацию о перевозке золота. Они узнают, что в Рио-Лобо банда продажного шерифа взяла под контроль целый город. Возможно, это и есть те предатели, которых ищет полковник.

## В ролях
- Джон Уэйн — полковник Корд МакНэлли[2]
- Дженнифер О’Нил
- Роберт Доннер — Уайти Картер
- Хэнк Уорден — Хэнк, гостиничный служащий (в титрах не указан)

## Критика
Фильм получил главным образом отрицательные рецензии. Единственный известный положительный отзыв дал Роджер Гринспун из «Нью-Йорк таймс», который написал, что «этот фильм близок к понятию „шедевр“, и что это на голову выше всех фильмов, которые успели выйти в этом сезоне». Его комментарии удивили других критиков и привели к тому, что в газету пришло множество разгневанных писем. Плохая игра Кристофера Митчума, Хорхе Риверо и Дженнифер О’Нил были жёстко раскритикованы прессой.
Фильм вошёл в число двадцати самых прибыльных фильмов года. Эта кинолента должна была быть последней в карьере Хоукса, и, как полагают, он решил сделать ремейк своей самой удачной картины «Рио Браво» 1959 года, где тоже снялся Джон Уэйн. (Первым ремейком было «Эльдорадо», с Уэйном и Робертом Митчумом).